# Christiane Knacke

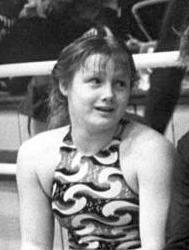
Christiane Knacke 1978

Christiane Knacke (* 17. April 1962 in Berlin, verehelichte Christiane Driesener, spätere Christiane Sommer) ist eine ehemalige deutsche Schwimmerin, die für die DDR startete. Knacke ist anerkanntes Dopingopfer staatlich verordneten Dopings im DDR-Leistungssport.

## Karriere
Christiane Knacke besuchte eine Kinder- und Jugendsportschule in Ost-Berlin. Die Schwimmerin des SC Dynamo Berlin belegte bei den DDR-Meisterschaften 1977 über 100 Meter Schmetterling den zweiten Platz hinter ihrer Vereinsgenossin Andrea Pollack. Auch bei den Schwimmeuropameisterschaften 1977 belegte sie den zweiten Platz hinter Andrea Pollack. Eine Woche nach dem Ende der Europameisterschaften fand ein Schwimmländerkampf zwischen der DDR-Mannschaft und dem US-Team im Friesenstadion statt. Im Rahmen dieses Ländervergleichskampfs schwamm Christiane Knacke am 28. August 1977 als erste Frau die 100 Meter Schmetterling unter einer Minute und stellte mit 59,78 Sekunden einen neuen Weltrekord auf.
Bei den DDR-Meisterschaften 1978 siegte erneut Andrea Pollack vor Christiane Knacke. Christiane Knacke und Petra Thümer wurden kurz vor den Schwimmweltmeisterschaften 1978 abgemeldet, nach Darstellung von Knacke war eine Trainingskontrolle positiv ausgefallen. Bei den DDR-Meisterschaften 1980 belegte Knacke den dritten Platz hinter Andrea Pollack und Caren Metschuck. Bei den Olympischen Spielen 1980 in Moskau siegte über 100 Meter Schmetterling Caren Metschuck vor Pollack und Knacke.
Christiane Knacke war in erster Ehe mit einem FDJ-Funktionär verheiratet. Nach Aufhebung der Ehe, heiratete sie 1988 in Berlin-Friedrichshain einen österreichischen Gewerkschaftsfunktionär und zog nach Wien, wo sie seither lebt und arbeitet. Sie hat eine Tochter. Im Juli 1989 sagte sie gegenüber der Neuen Kronen Zeitung, 1977 erstmals Anabolika eingenommen zu haben, die ihr im sportmedizinischen Institut in Kreischa gegeben worden waren. Diese seien vom Trainer verabreicht worden, ihr sei gesagt worden, dass es sich um Vitamin-Tabletten gehandelt habe, so Knacke. 1998 sagte sie als Zeugin der Anklage gegen ihren früheren Trainer aus, der später wegen Verabreichung von Dopingmitteln an Minderjährige zu einer Geldstrafe verurteilt wurde.